# Tetracampidae
Tetracampidae is een familie van vliesvleugelige insecten.

## Geslachten
- Baeomorpha Brues, 1937 (4)
- Bouceklytus Yoshimoto, 1975 (1)
- Cassidocida Crawford, 1913 (2)
- Diplesiostigma Girault, 1920 (2)
- Dipriocampe Boucek, 1957 (3)
- Distylopus Yoshimoto, 1975 (1)
- Electrocampe Trjapitzin & Manukyan, 1995 (1)
- Epiclerus Haliday, 1844 (19)
- Eremocampe Sugonjaev, 1971 (3)
- Foersterella Dalla Torre, 1897 (7)
- Mongolocampe Sugonjaev, 1971 (4)
- Niticampe Boucek, 1988 (1)
- Platyneurus Sugonjaev, 1971 (2)
- Platynocheilus Westwood, 1837 (5)
- Tetracampe Förster, 1841 (3)